# Ramla
Ramla (en hebreo: רמלה, Ramlāh; en árabe: الرملة, ar-Ramla), es ciudad-capital del Distrito Central de Israel. Según las estadísticas del ayuntamiento, a finales de 2009 la ciudad tenía una población de 71.216 habitantes. Fundada en 716, su nombre proviene de ramel, que significa «arena» en árabe. La ciudad, que solo tenía una pequeña comunidad judía, fue conquistada por Israel durante la guerra árabe-israelí de 1948 cuando, al igual que en la vecina Lod, la mayoría de sus habitantes árabes fueron expulsados según una orden firmada por Isaac Rabin. En 2009 contaba con 22,7% de habitantes árabes.

## Historia moderna

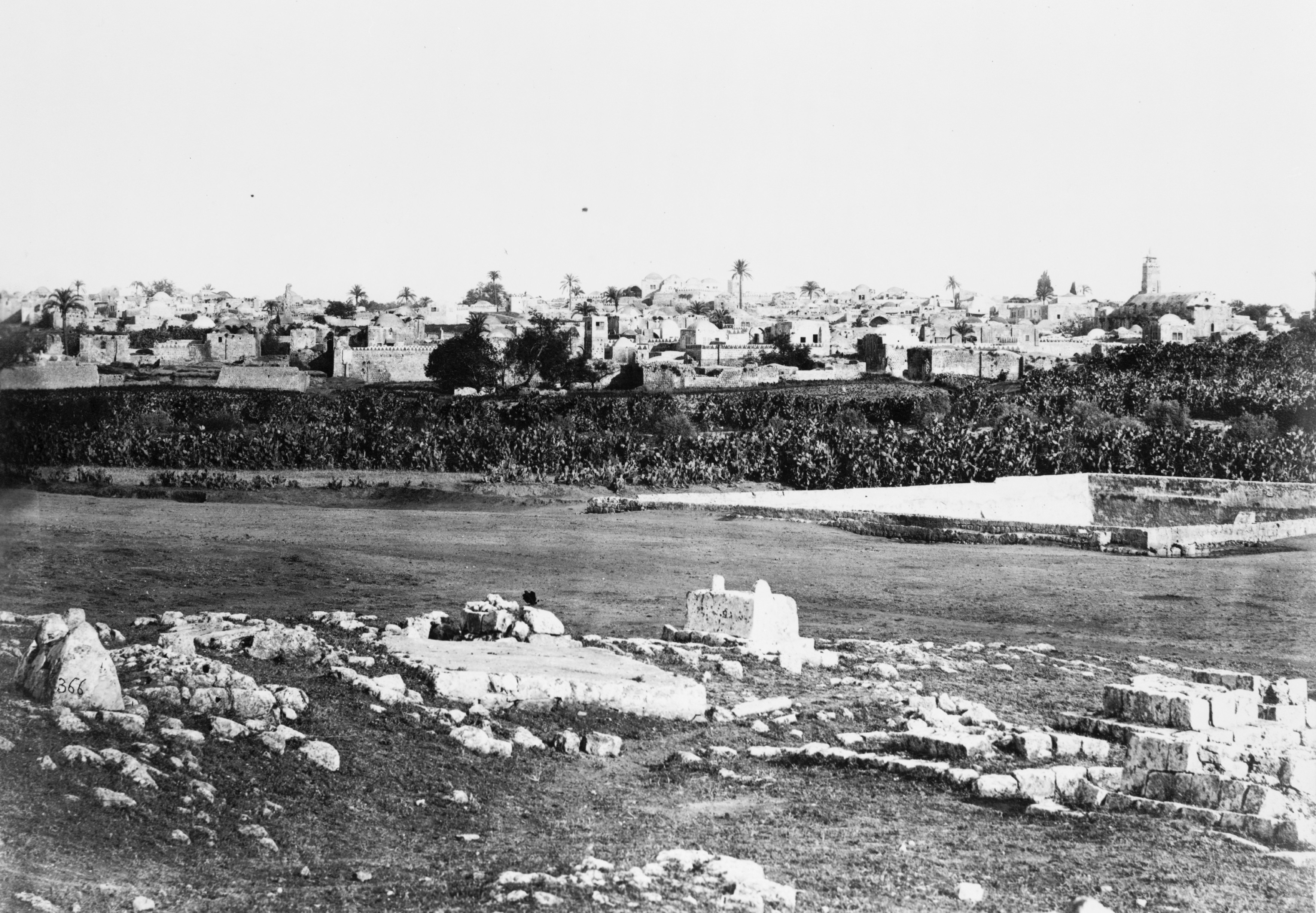
Ramleh, fotografía de Félix Bonfils anterior a 1885.

En los inicios del período otomano, Ramla era una aldea de pocos habitantes. En 1548, 528 familias musulmanas y 82 familias cristianas la habitaban. El 2 de marzo de 1799, Napoleón Bonaparte ocupó Ramla en su intento fallido de conquistar Palestina, y utilizó su hospicio franciscano como cuartel general. La expansión de Ramla no empezó hasta finales del siglo XIX. Bajo el Mandato británico de Palestina, su población se incrementó notablemente, registrando 7.312 habitantes en el censo de 1922 (5.837 musulmanes, 1.440 cristianos y 73 judíos), 10.347 habitantes en el censo de 1931 (8.156 musulmanes, 2.184 cristianos, 5 judíos y 2 drusos), y que llegó a 12.000 musulmanes y 3.300 cristianos en 1945. Aunque Ramla era un pueblo principalmente árabe, tuvo una pequeña comunidad judía hasta las revueltas árabes de 1936-1939. Sheikh Mustafa Khairi, de la familia Faruki implantada desde hacía más de 7 siglos en Ramla, fue alcalde de 1920 a 1947. Según el censo de 1945/46, 'Ramle' tenía una población de 15.160 habitantes, de los que 11.900 eran musulmanes y 3.260 cristianos.

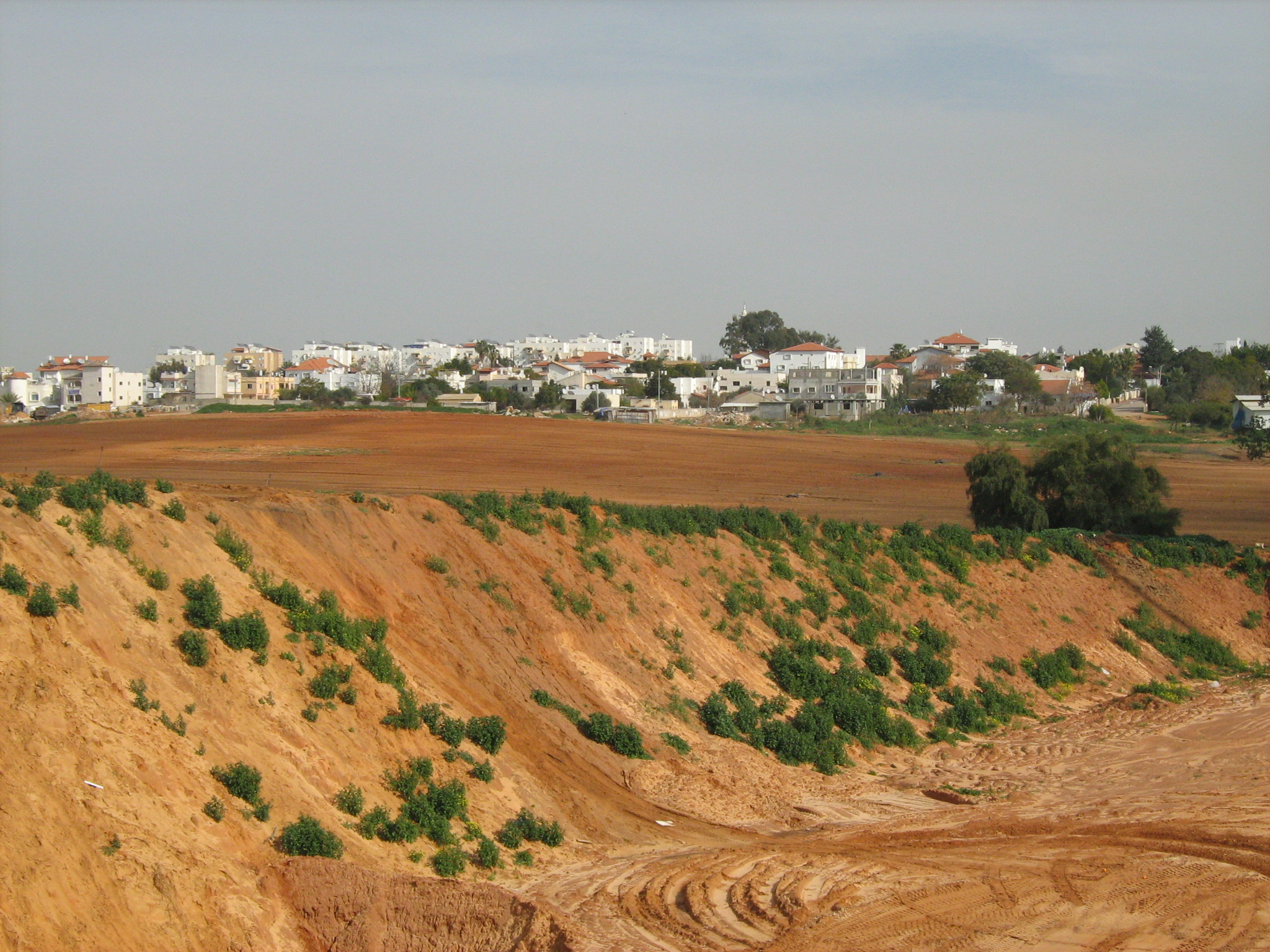
Vista de Ramla.

El Plan de la ONU para la partición de Palestina de 1947 situaba Ramla en el territorio destinado a un futuro Estado árabe. Pero su localización geográfica, en una posición estratégica en la principal carretera de abastecimiento de Jerusalén, hizo que el pueblo se convirtiera en un punto conflictivo de la guerra árabe-israelí de 1948. Una bomba colocada por la milicia judía Irgun explotó en el mercado de Ramla el 18 de febrero, matando a 7 habitantes e hiriendo a 45. Tras una serie de ataques fallidos, las fuerzas israelíes lanzaron la Operación Dani. Ramla fue capturada el 12 de julio de 1948, unos días después de la conquista de Lydda. La resistencia árabe se rindió el mismo día, y la mayoría de los habitantes que aún permanecían en el pueblo fueron expulsados por orden de David Ben-Gurion. El historiador israelí Benny Morris habla de una "limpieza étnica parcial" en la toma israelí de Ramla, mientras que los historiadores Daniel Blatman  y Ehud Ein-Gil  certifican dicha limpieza étnica. Después de la conquista por Israel, unos 400 árabes se quedaron en Ramla.
El gobierno de Israel entregó las casas de los árabes de Ramla a los inmigrantes que estaban llegando. En febrero de 1949, la población judía alcanzaba más de 6.000 habitantes. Ramla quedó deprimida económicamente durante las dos décadas siguientes, a pesar de que su población seguía incrementándos hasta llegar a 34.000 personas en 1972.
En los años 2000 el municipio mantenía una imagen degradada, con una tasa elevada de delincuencia debido a su población mixta y a la presencia de una cárcel. Por otra parte, el consistorio sufría problemas de déficit presupuestario y de falta de transparencia. Se implementaron dos enérgicos planes de saneamiento y crecimiento en 2006 y 2010, para darle a Ramla una nueva imagen más limpia y verde, mejorar la seguridad de sus habitantes, sanear las cuentas del ayuntamiento y mejorar las infraestructuras educativas. En estos años, con la llegada de miles de nuevos inmigrantes de la Diáspora, Ramla ha doblado su superficie urbana construyendo siete nuevas barriadas. Ramla tiene una alta tasa de crecimiento y en 2009 contaba solo con 3,5% de desempleados.